# Вим Лагендал
Вилем Лагендал (хол. Willem Lagendaal; Ротердам, 13. април 1909 — 6. март 1987) био је холандски фудбалски нападач који је играо за Холандију на светском првенству 1934.